# Naturzentrum Eifel
Das Naturzentrum Eifel ist ein überregionales Zentrum für Umweltbildung mit angegliedertem Museum für Naturgeschichte in Nettersheim im Kreis Euskirchen, Nordrhein-Westfalen. Es wird von der Gemeinde Nettersheim betrieben und beschäftigt u. a. Geologen, Biologen und Archäologen im Mitarbeiterteam. Im Schnitt verzeichnet es 50.000 Besucher pro Jahr (Stand 2008).

## Geschichte
Das Naturzentrum wurde 1989 gegründet. Zunächst wurde ein leerstehender Winkelhof mit Haupthaus und angrenzendem Nebengebäude umgebaut und für die naturkundliche Ausstellung mit dazugehörigen Labor- und Büroräumen genutzt.
Nachdem das Zentrum überregional bekannt wurde und den ansteigenden Besucherzahlen nicht mehr gewachsen war, wurde an der Nordseite – in ökologischer Bauweise – ein zweigeschossiger Anbau errichtet, dessen Erdgeschoss ein Foyer mit Informationsstand, einen Museumshop und ein kleines Café enthält. Weitere Anbauten 2002 und 2005 bieten Platz für ein angegliedertes „Holzkompetenzzentrum“.
2007 wurde mit Beratung und finanzieller Unterstützung durch das Rheinische Museumsamt des LVR ein neues Gestaltungskonzept für das Haus erarbeitet; die Förderung wurde 2008 auf die technische und inhaltliche Neukonzeption der Ausstellungen ausgeweitet und mit weiteren 70.000 Euro vom LVR gefördert. Als Begründung wurde das „starke eigenständige Gesamtangebot für lokale, regionale und überregionale Zielgruppen in den Bereichen Bildung, Kunst und Kultur sowie Natur und Umwelt“ genannt. Weiterer Förderer der Einrichtung ist die NRW-Stiftung, die sowohl Starthilfe leistete als auch die neue Ausstellung, die im Jahr 2009 eröffnet wurde, finanziell unterstützte.
Im Jahr 2014 wurde ein „Römerstraßen-Infozentrum“ eingerichtet, von dem aus ein Rundweg durch den im Mai des Jahres eröffneten Archäologischen Landschaftspark startet.

## Ausstellungskonzept
Die Ausstellungsräume verteilen sich auf vier Gebäude in Nettersheim: das Hauptgebäude des Naturzentrums, das auch die Tourist-Information des Ortes, ein Café und einen Museumsshop beherbergt, den Altbau sowie die „Alte Schmiede“, ein Bauernhaus und in die „Werkhäuser“. Hinzu kommt das Außengelände und ortsnahe Lehrpfade zu Natur, Geologie, Archäologie und Kultur, unter anderem mit Fundplätzen von Fossilien.

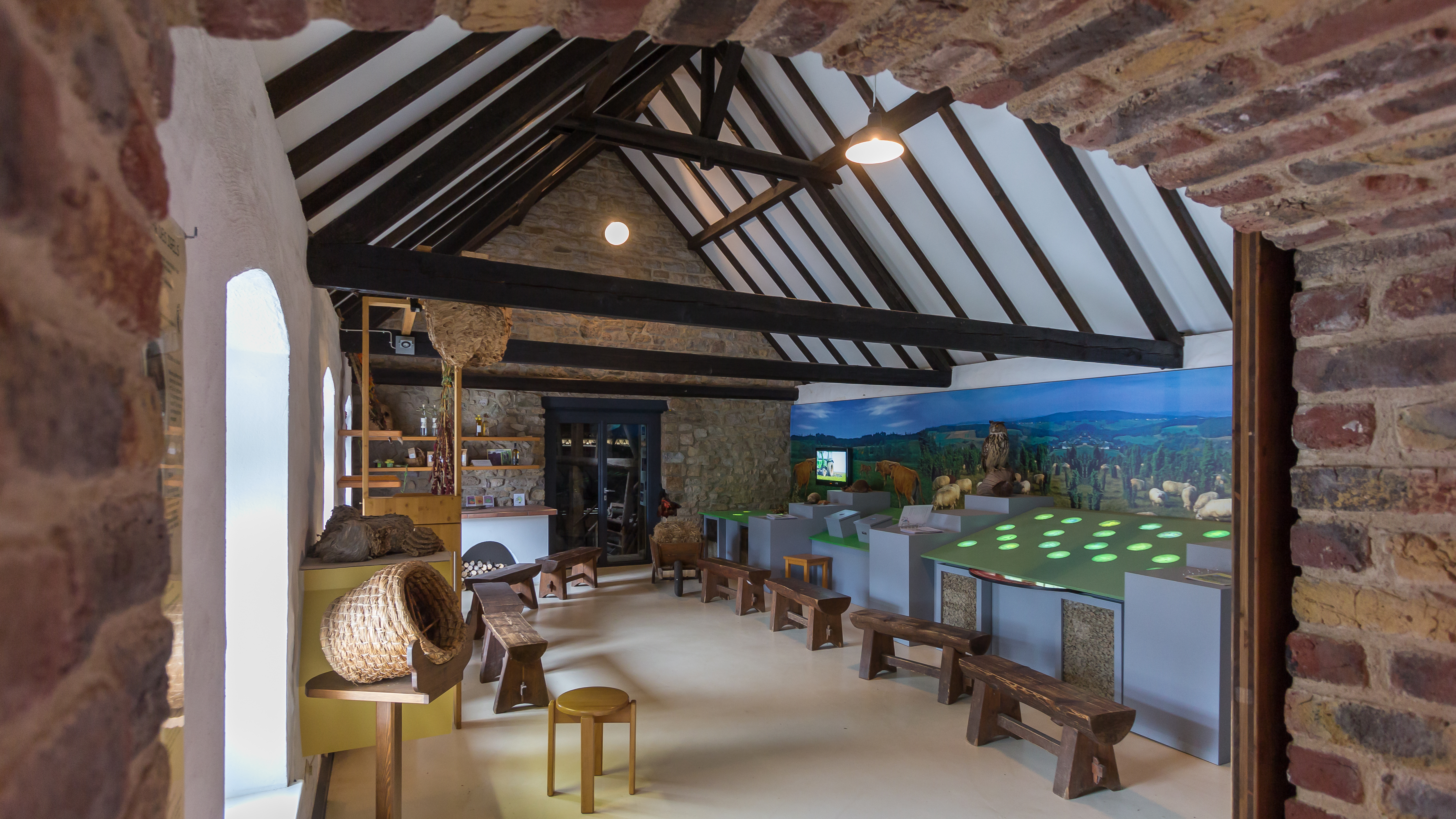
Blick in die naturkundliche Ausstellung im Altbau

Im Hauptgebäude befinden sich Ausstellungen zu Archäologie und Siedlungsgeschichte der Region. Ein Meerwasseraquarium gibt einen Eindruck der Eifel im Devon – als Küstenmeer mit Korallenriff. Im ersten Stock des Hauptgebäudes wird die Siedlungsgeschichte von der Steinzeit bis zum frühen Mittelalter vorgestellt, mit einem Schwerpunkt auf der römischen Besiedlung, die in Nettersheim zahlreiche Spuren hinterlassen hat.

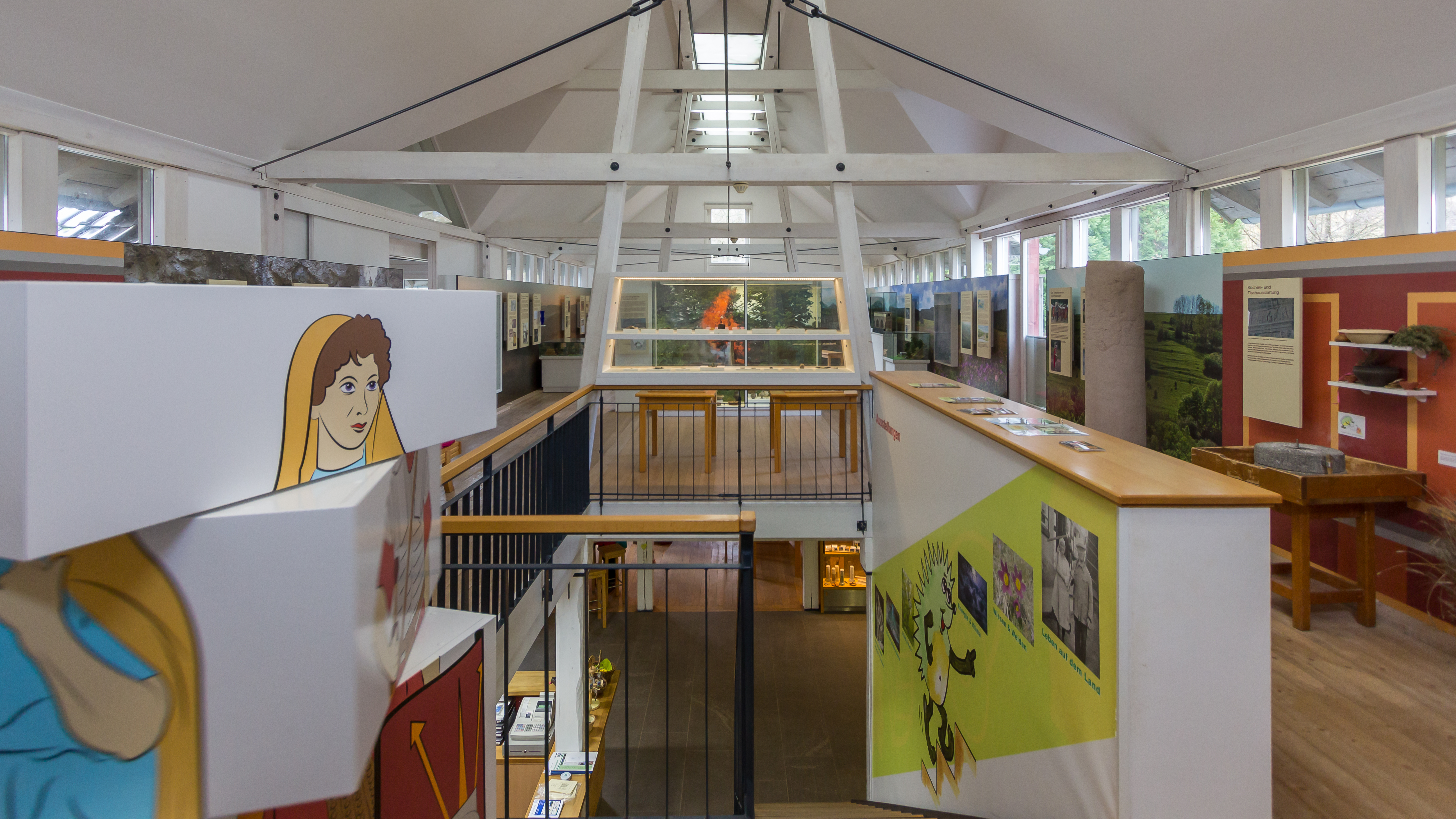
Blick in die archäologische Ausstellung im Neubau

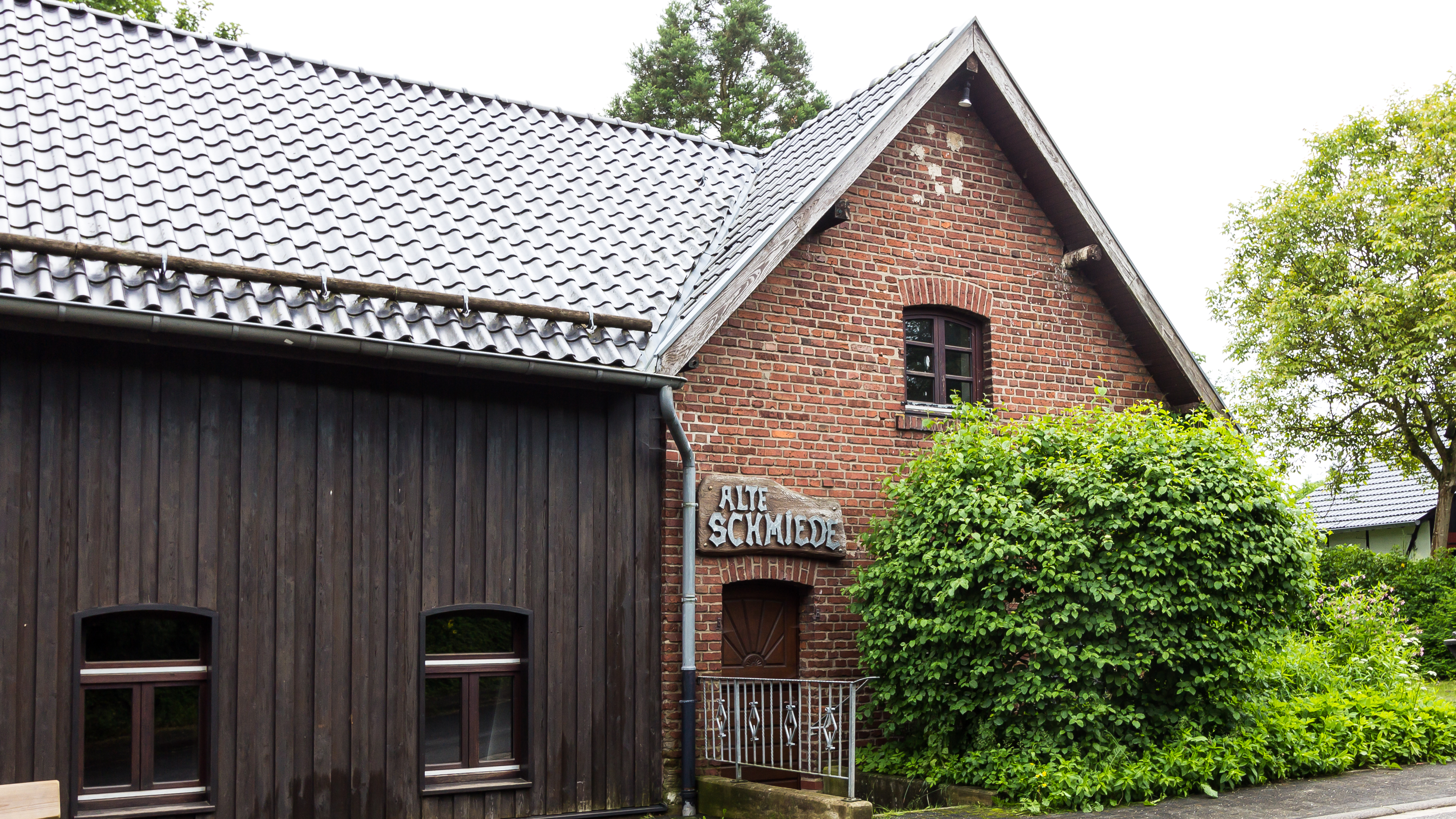
Alte Schmiede

Im Altbau geht die Ausstellung im ersten Stock in ein naturkundliches Museum über, mit Exponaten zu den verschiedenen Lebensräumen der Eifel mit typischen Pflanzen- und Tiergesellschaften. In diesem Bereich ist die Ausstellung besonders auf sinnliche Wahrnehmung ausgerichtet, u. a. mit Düften und Geräuschen typischer Vertreter der regionalen Fauna und Flora.
Ein benachbartes Bauernhaus von 1896 mit angeschlossenem Bauerngarten zeigt die Lebensweise in der Eifel am Ende des 19. Jahrhunderts. Die Alte Schmiede als weiteres Ausstellungsgebäude ist als „Haus der Fossilien“ der Erdgeschichte und Paläontologie gewidmet. Hinzu kommt mit den Werkhäusern, die früher zu einem Kalkwerk gehörten und in denen sich heute eine historische Getreidemühle befindet, ein kleiner Ausschnitt aus der Industriegeschichte der Eifel.
Eine der zentralen Aufgaben des Naturzentrums Eifel ist die Umweltbildungsarbeit. Zum pädagogischen Konzept gehört „Begreifen durch Erleben“. In den Werkräumen kann der Besucher beispielsweise selbst Papier herstellen oder Nistkästen bauen. Für Schulklassen werden so genannte „Aktivprogramme“ angeboten; in der Erwachsenenbildung wird eng mit dem Bildungswerk Nettersheim zusammengearbeitet.